# Afrofuturisme

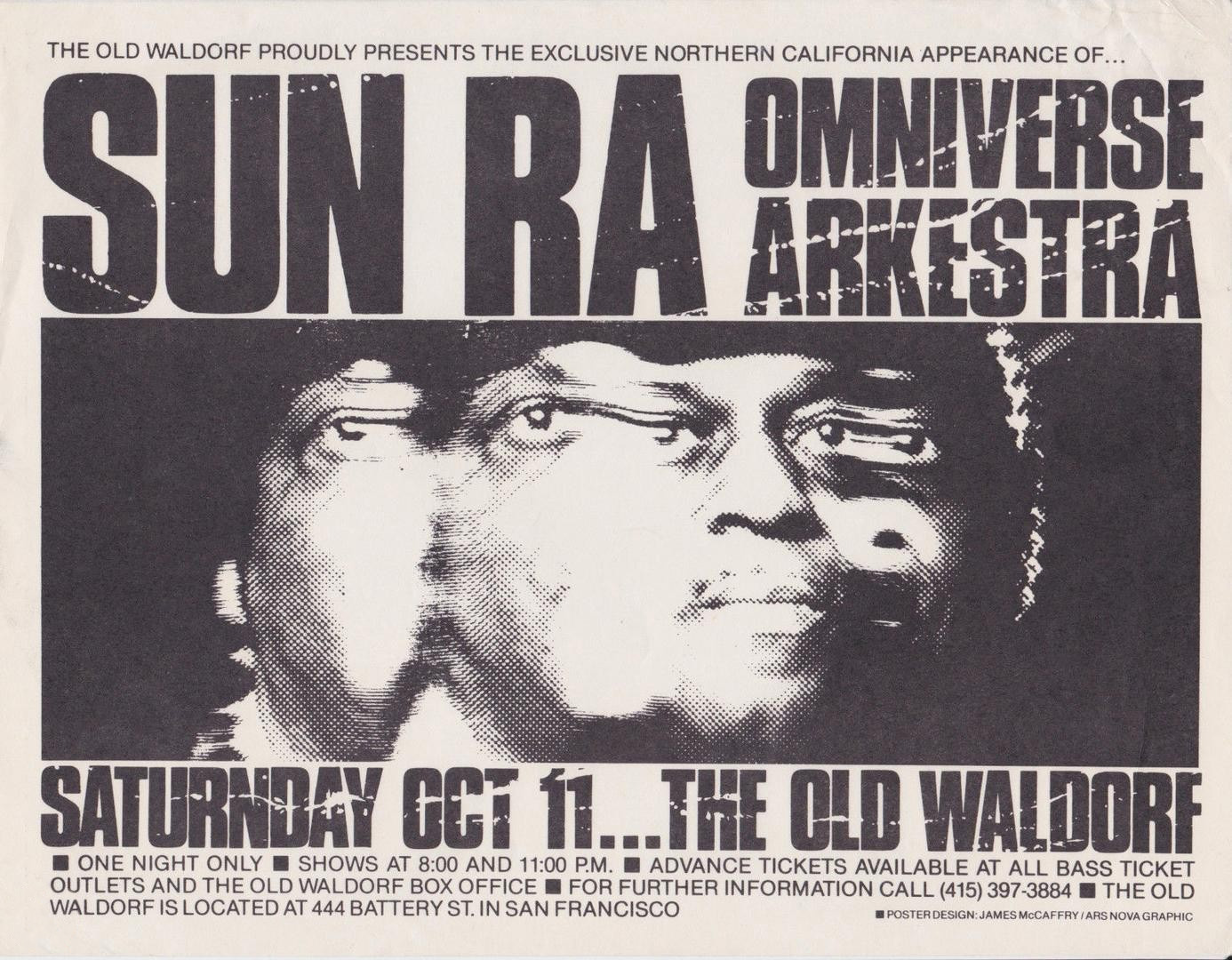
Affiche de Sun Ra en 1980.

L'afrofuturisme est un courant et une esthétique artistiques apparus dans la seconde moitié du XXe siècle. À travers la littérature, la musique ou les arts visuels, le mouvement a redéfini la culture et la conception de la « communauté noire » en interchangeant des éléments de science-fiction, d'afrocentrisme et de réalisme magique dans un cadre non occidental. Il est aussi utilisé dans un cadre de théorisation critique. Le terme apparaît en 1993 dans un article écrit par le critique culturel Mark Dery.
La liste des influences afrofuturistes importantes inclut : les livres des auteurs Samuel R. Delany et Octavia Butler ; les concepts musicaux de Sun Ra et de George Clinton ; les peintures de Jean-Michel Basquiat, ou encore le super-héros la Panthère noire de l'univers Marvel.

## Histoire

### Construction critique du mouvement (années 1990)
En 1993, dans son article Black to the Future, Mark Dery en arrive au terme afrofuturisme parce qu'il cherche à nommer les étudiants noirs des années 1980 et 1990 qui tentaient de discuter de l'art et des changements sociaux à travers la science et la technologie. En 1993, Samuel R. Delany pose certaines des bases de l'afrofuturisme dans une interview par Mark Dery. 
Le mouvement a commencé à mieux se définir vers la fin de la décennie en partie grâce aux discussions internet initiées par Alondra Nelson ayant pour thème principal la science-fiction, mais se penchant aussi sur la technologie, l'espace, la liberté, la culture et les arts. Nelson voyait des liens entre, d'un côté, la science-fiction et, de l'autre, l'histoire et la culture des Noirs aux États-Unis. Par exemple, les enlèvements extraterrestres et l'histoire de l'esclavage. Cela pouvait être utilisé comme une métaphore de l'expérience des Afro-Américains. Finalement, cela permet de voir l'afrofuturisme comme une production culturelle et une théorie politique qui imagine une subjectivité moins restreinte pour les Noirs dans le futur, cela produisant par le fait même une critique des ordres économiques, sociaux et raciaux actuels. 
Le but des discussions initiées par Nelson était aussi de redécouvrir et de remettre à l'avant-plan les inventeurs de race noire oubliés, pour ainsi pouvoir les incorporer dans un dialogue autour des sciences et technologies, mais aussi de la créativité et de l'imagination. L'une des notions-clé de l'afrofuturisme est l'idée de faire le pont entre le passé et le futur pour ré-imaginer l'expérience des gens de couleurs. Il faut utiliser l'imagination des noirs pour considérer le mysticisme, l'identité et la libération et ainsi offrir une façon de visualiser un meilleur futur, mais en interchangeant constamment le futur avec le passé et le présent. Pour Nelson et plusieurs autres associés de l'afrofuturisme, la diaspora culturelle traditionnelle noire contient des narratifs spéculatifs, des innovations et des engagements avec les sciences, les machines et les appareils technologiques qui méritent qu'on leur accorde plus d'attention si l'on veut mieux apprécier la nature de cette tradition. L'afrofuturisme est ancré dans cette tradition et dans l'identité noire tout en célébrant l'originalité et l'innovation de cette culture.

### Évolution artistique (seconde moitié du XXesiècle)
L'évolution artistique du mouvement n'a été définie que rétrospectivement : il apparaît donc peu évident de déterminer exactement où commence le mouvement et qui en fait partie. Pour Ytasha Womack, la tradition afrofuturiste remonte jusqu'à l'ancienne tradition africaine des griots, ces derniers ayant fait de nombreuses références à l'astronomie égyptienne et aux Pyramides d'Égypte. Ces dernières représentent un thème afrofuturiste important, par exemple dans l'œuvre de Sun Ra dès la fin des années 1950. Toutefois, le mouvement moderne tire ses inspirations plus directement des œuvres de science-fiction des années 1950 de Ralph Ellison, Ray Bradbury ou encore d'Isaac Asimov. Les artistes noirs ont adopté et ensuite adapté les concepts de dystopie, d'utopie et de voyages interstellaires de ces auteurs pour créer leur propre imaginaire.
Dans les années 1960, on voit arriver l'un des premiers auteurs afrofuturistes, Samuel R. Delany, alors qu'il crée un univers de science-fiction noire dans ses livres. Dans Nova en 1968, un des personnages principaux, Lorq von Ray, est d'ascendance sénégalaise par sa mère. En 1966, l'apparition télévisuelle de Nichelle Nichols dans la série Star Trek marque l'imaginaire : c'est la première fois qu'un personnage noir tient un rôle de premier plan dans une série télévisée se déroulant dans l'espace. Cette décennie voit aussi l'apparition du super-héros la Panthère noire, créé par Jack Kirby et Stan Lee pour accompagner le mouvement des droits civiques. Dans la musique, le pianiste jazz Sun Ra concocte une histoire d'origine fictive dans laquelle il se décrit comme étant un extraterrestre venu de la planète Saturne voulant répandre la paix sur Terre à travers la musique. Il nomme aussi certains de ses albums selon une thématique spatiale comme Interstellar Low Ways en 1960.
Dans la décennie 1970, le collectif funk Parliament-Funkadelic mélange des thèmes inter-spatiaux à travers ses concepts musicaux, ses couvertures d'albums et ses concerts : lors de leur arrivée sur la scène, le groupe atterrissait avec le vaisseau mère. Une vague « afro-space-disco » émerge dans la foulée avec des groupes comme Earth, Wind and Fire.
Plusieurs musiciens jazz font aussi leur marque alors que Pharaoh Sanders ou Miles Davis créent des improvisations jazz-funk tout en incorporant une conscience afro-américaine. L'auteure Octavia E. Butler commence aussi à publier des œuvres de science-fiction alors qu'elle écrit le cycle Patternist, décrivant une société dystopique du futur.
Au début des années 1980, l'artiste peintre Jean-Michel Basquiat commence à recevoir une certaine notoriété. Selon Andrea Frohne, Basquiat aura tenté à travers ses œuvres, par exemple, de redéfinir l'Égypte antique comme étant africaine en s'affichant contre la conception populaire voyant le pays comme le berceau de la civilisation occidentale. Pour cela, il joue beaucoup autour des concepts de race noire et d'esclavage comme dans son oeuvre Untitled (History of the Black People) datant de 1983. En 1984, le film de John Sayles The Brothers from Another Planet touche des thèmes afrofuturistes majeurs alors qu'un esclave extraterrestre à l'apparence similaire aux Afro-Américains s'échappe de sa planète en vaisseau spatial et s'écrase sur Terre.
En 1992, le duo de hip-hop américain Outkast est fondé par André « André 3000 » Benjamin et Antwan « Big Boi » Patton. Fortement influencé par Parliament-Funkadelic, le duo fera plusieurs albums, dont ATLiens en 1994, où ils se caractériseront comme des personnages excentriques et extraterrestres. Ces thèmes peu conventionnels dans le hip-hop de l'époque aideront à faire avancer et à étendre les conceptions du style musical.

### Néo-Afrofuturisme (XXIesiècle)
Une nouvelle tendance afrofuturiste s'inscrit en Amérique du Nord lors des années 2010 avec la montée des innovations technologiques et dont l'artiste Janelle Monáe est un porte-étendard. Alors que, pour plusieurs, l'afrofuturisme est dépassé, car il ne suit plus les innovations technologiques d'aujourd'hui, Monáe l'incorpore à son œuvre et démontre de nouvelles possibilités de libérations créées par une production culturelle noire qui s'agence avec cette technologie contemporaine.
En Afrique, d'autres auteurs, comme Tade Thompson, font reposer leurs écrits sur une société qui n'a pas vécu les mêmes situations qu'en Amérique du Nord, et s'inscrit donc davantage dans les traditions (voire parfois son mysticisme) que dans l'opposition au récit occidental.
Un afrofuturisme caribéen se développe en parallèle dans les Antilles françaises  avec Michael Roch et Ketty Steward en tête de pont.

## Arts

### Conception artistique
La culture et l'art noir prennent une place centrale dans la conception de l'afrofuturisme. Le mouvement s'est construit à travers les arts avant de se construire en tant que théorie. Artistiquement, le mouvement peut être vu comme voulant concevoir une alternative au présent, une tendance de la communauté noire à développer une façon de vivre hors des oppressions qu'elle a subies dans l'histoire, mais aussi face à celles-ci. Des concepts majeurs comme la créativité, l'adaptabilité, l'improvisation et l'imagination s'inscrivent donc comme des formes de résistance. Cela ressort dans la culture noire, particulièrement lors des improvisations musicales dans le jazz, le blues ou le hip-hop. Ultimement, cette habileté créative mène à la libération.

## Musique
Depuis des siècles, la musique est l'un des domaines les plus constamment innovateurs dans la vie créative noire. Pour plusieurs afrofuturistes, la musique est ainsi une source vitale de connaissances. Musicalement, plusieurs musiciens ont été considérés comme afrofuturistes rétrospectivement. Par exemple, la musique psychédélique de Jimi Hendrix et les effets de réverbération de sa guitare font maintenant partie de l'héritage musical noir et des différentes manières de l'exprimer.  Cela inclut aussi les expérimentations du Free jazz de John Coltrane et d'Ornette Coleman ; le funk de Parliament-Funkadelic et de Prince ; la musique dub à l'inspiration cosmique de King Tubby et de Lee « Scratch » Perry en Jamaïque ; le rap réaliste cartoonesque du duo Outkast ; le néo soul d'Erykah Badu ; ou encore le cyber soul de Janelle Monáe.

### Sun Ra
L'œuvre du pianiste jazz Sun Ra est considérée comme séminale pour l'afrofuturisme, non seulement à cause de ses improvisations jazz, mais aussi due à l'invention d'une histoire d'origine le définissant comme un extraterrestre venant de Saturne. Il incorpore aussi à ses concerts une scénographie et des costumes proposant une vision futuriste, et plusieurs de ses albums, dont Space Is the Place en 1972, renvoient au concept de voyages interstellaires.

### Parliament-Funkadelic
Derrière l'univers créatif du collectif P-Funk se cache le chanteur et musicien George Clinton. Il a inventé un univers mettant en scène des héros noirs dans une esthétique futuriste où l'on retrouvait des vaisseaux spatiaux et des costumes futuristes. Par exemple, leur signature en concert était une arrivée sur scène à bord du vaisseau mère. Les albums du groupe, comme Mothership Connection en 1975, exploraient des thématiques où il tentait de mettre des personnes noires à des endroits où ils n'avaient jamais été comme la Maison-Blanche ou dans l'espace. La musique du groupe incarne le funk des années 1970 alors que les musiciens mélangeaient le rock psychédélique au rythme africain. Selon Daylanne K. English et Alvin Kim, leur combinaison de jazz et de funk avec des sons électronique permet de renforcer leur espièglerie musicale pour en faire un commentaire politique qui diagnostique et trouve un remède aux maux sociaux à travers la musique et les paroles prédisant un plus grand pouvoir de la race noire dans le futur.

### Janelle Monáe
La chanteuse, auteure-compositrice, danseuse et artiste de performance a permis, selon certains, de redéfinir l'afrofuturisme au 21e siècle. À travers la musique, les paroles, le visuel et la performance, Monáe fait une recherche approfondie de la race, du genre, de la sexualité, de la couleur et de la classe. Pour certains, le fait qu'elle ait démontré de nouvelles possibilités d'expressions créatrices tout en combinant les innovations technologiques modernes ferait d'elle la figure de proue du néo-afrofuturisme. Elle tente d'incorporer la technologie comme médium artistique tout en tentant d'étendre ses styles musicaux pour faire du cyber soul. Toutefois, elle demeure ancrée dans la tradition musicale afro-américaine. En s'inspirant du funk afrofuturiste de George Clinton et de Parliament-Funkadelic par exemple. L'imagerie futuriste de ses couvertures d'album est dans la même veine et le livret de paroles de son deuxième album, The ArchAndroid, raconte une histoire où Monáe arriverait en fait de l'année 2719. De plus, à travers son androgynie et sa bisexualité, elle a aussi permis d'étendre la politique sexuelle et la féminité dans l'afrofuturisme, quelque chose qui avait été peu traité avant elle.

## Films et séries

### La Panthère noire
L'arrivée en 2018 du film du super-héros de Marvel la Panthère noire a permis de populariser l'afrofuturisme. En tant que film racontant l'histoire d'une société africaine ultra-développée qui n'a jamais été affectée par l'esclavage et le colonialisme tout en conservant une distribution majoritairement noire, il a eu un grand impact sur la culture populaire. Le film montre une utopie, une partie du monde contemporain neuve et impossible (dans l'imaginaire de certains mais tout à fait possible pour d'autres), mais comme dans l'afrofuturisme, cette société africaine tire sa force de son histoire et de ses traditions.

### Lovecraft Country
La série Lovecraft Country, qui explore divers thèmes du fantastique inspiré des écrits de H. P. Lovecraft, met en scène plusieurs personnages noirs dans une Amérique ségrégationniste des années 1950. Certains épisodes évoluent vers la science fiction et l'afrofuturisme, notamment l'épisode 7 donnant à l'une des personnages la possibilité de voyager dans le temps et d'explorer d'autres futurs possibles.

## Littérature
- Octavia E. Butler
- Rasheedah Phillips
- Nalo Hopkinson
- Nnedi Okorafor